# Албрехт Вилхелм Льош фон Хилгартсхаузен
Албрехт Вилхелм Льош фон Хилгартсхаузен (на немски: Albrecht Wilhelm Freiherr Lösch von Hilgartshausen; * ок. 1619; † 1670 в Мюнхен) от баварския род Льош е фрайхер на Льош-Хилгартсхаузен в областта на Дахау в Баврия. Не е известно кои са родителите му.
Фамилията Льош произлиза от патрициански род от Ротенбург. Августин Льош (1471 – 1535), канцлер на баварския херцог Вилхелм IV, купува през 1517 г. Хилгартсхаузен за 5518 рейнски гулден. Неговите синове са Лео Льош фон Хилгартсхаузен († 1559), 49. епископ на Фрайзинг (1552 – 1559), и юриста и баварския съветник, дворцов маршал Вилхелм Льош фон Хилгартсхаузен (1518 – 1572), женен за Якоба фон Кьокеритц и е баща на баварския съветник Вилхелм Льош фон Хилгартсхаузен „Млади“ (†1608/9).
Фамилията Льош е издигната през 1653 г. на фрайхер.
Чрез женитбата на Албрехт Вилхелм Льош фон Хилгартсхаузен 1662 г. с Мария Йохана Фугер, дъщерята на граф Карл Фугер фон Кирхберг-Вайсенхорн, фамилията му получава „Щайн ан дер Траун“, днес в Траунройт. През 1790 г. Макс Йозеф е издигнат на имперски граф от курфюрст и имперски викар Карл Теодор фон Пфалц-Бавария.

## Фамилия
Албрехт Вилхелм Льош фон Хилгартсхаузен се жени на 23 април 1662 г. в Мюнхен за графиня Мария Йохана Фугер (* 11 януари 1636 в Ландсхут; † 29 септември 1704, погребана в Аугсбург), дъщеря на граф Карл Фугер фон Кирхберг-Вайсенхорн (1597 – 1662) и Мария Елизабет фон Кирхберг-Вайсенхорн (1600 – 1652), дъщеря на Маркс Фугер фон Кирхберг-Вайсенхорн (1564 – 1614) и фрайин Мария Салома фон Кьонигсег († 1601). Те имат един син:
- Максимилиан Феликс Льош фон Хилгартсхаузен (* 1669; † 28 юни 1728), фрайхер, женен на 13 февруари 1697 г. в Хилгартсхаузен за графиня Мария Анна Кунигунда фон Тьоринг-Зеефелд (* 16 декември 1677; † 18 декември 1739), дъщеря на граф Максимилиан Фердинанд фон Тьоринг-Зеефелд (1632 – 1683, Виена в битка) и Мария Анна Катерина ди Сан Мартино (1651 – 1729); имат дъщеря:
  - Мария Терезия Льош фон Хилгартсхаузен (* 17 януари 1702, Мюнхен; † 28 февруари 1766, Мюнхен, омъжена на 2 февруари 1734 г. в Мюнхен за фрайхер Йохан Беро Ернст фон Рехберг (* 2 декември 1697, Келмюнц; † 12 май 1745, Вайсенщайн)

Вдовицата му Мария Йохана Фугер се омъжва втори път на 16 октомври 1673 г. в Аугсбург за граф Себастиан Франц фон Турн и Таксис († 7 декември 1706).